# سراب قلعه شاهین
سراب قلعه شاهین، روستایی در دهستان سراب قلعه شاهین بخش قلعه شاهین شهرستان سرپل ذهاب در استان کرمانشاه ایران است.  این روستا، مرکز دهستان سراب قلعه شاهین است.

## جمعیت
بر پایه سرشماری عمومی نفوس و مسکن در سال ۱۳۹۵، جمعیت این روستا برابر با ۶۶۴ نفر (۲۰۷ خانوار) بوده‌است.